# Alexander Cadogan
Alexander George Montagu Cadogan (ur. 24 listopada 1884 w Londynie, zm. 9 lipca 1968 tamże) – brytyjski arystokrata i polityk, najmłodszy syn George’a Cadogana, 5. hrabiego Cadogan, i lady Beatrix Craven, córki 2. hrabiego Craven, młodszy brat 6. hrabiego Cadogan.

## Życiorys
Dzieciństwo spędził w rodzinnej rezydencji Chelsea House w Londynie i posiadłościach ziemskich niedaleko Bury St Edmunds w hrabstwie Suffolk. Wykształcenie odebrał w Eton College i w Balliol College w Oksfordzie. Na Uniwersytecie studiował historię i uzyskał, ku swojemu rozczarowaniu, tytuł naukowy drugiej klasy. Po studiach rozpoczął starania o przyjęcie go do Służby Dyplomatycznej. Przez dwa lata uczył się języków obcych i w 1908 r. zdał wszystkie konieczne egzaminy. W styczniu 1909 r. otrzymał swoje pierwsze zadanie – został attaché brytyjskiej ambasady w Stambule.
Podczas 3-letniego pobytu w Turcji nauczył się języka tureckiego. W 1912 r. został odwołany do Londynu i w kwietniu 1913 r. otrzymał kolejne stanowisko, tym razem w ambasadzie w Wiedniu. Musiał opuścić to miasto 14 sierpnia 1914 r., dwa dni po wypowiedzeniu wojny Austro-Węgrom przez Zjednoczone Królestwo. Podczas wojny Cadogan rozpoczął 20-letni okres pracy w Foreign Office. Po wojnie często reprezentował Wielką Brytanię w Lidze Narodów. Stał się również bliskim współpracownikiem Anthony’ego Edena.
W 1933 r., w związku z nabierającą tempa japońską ekspansją w Chinach, Cadogan został wysłany na placówkę w Pekinie, z czego był bardzo zadowolony. W Kraju Środka spędził 2 lata i zaprzyjaźnił się z chińskim przywódcą nacjonalistycznym, Czang Kaj-szekiem. W 1936 r. Cadogan powrócił do Wielkiej Brytanii i Eden, nowo mianowany minister spraw zagranicznych mianował Cadogana zastępcą podsekretarza stanu w ministerstwie. 1 stycznia 1938 r. objął urząd permanentnego podsekretarza stanu w Foreign Office. Pozostawał na tym stanowisku do 1946 r.
W dobie kryzysu związanego ze sprawą Kraju Sudetów Cadogan, świadom nieprzygotowania wojennego Wielkiej Brytanii i Francji, opowiadał się za polityką „uspokajania” Adolfa Hitlera. Kiedy jednak na konferencji w Monachium w 1938 r. premier Neville Chamberlain i minister spraw zagranicznych lord Halifax chcieli spełnić żądania kanclerza III Rzeszy kosztem terytorium Czechosłowacji, Cadogan sprzeciwił się temu i próbował przekonać Chamberlaina do rezygnacji z tych planów, ale premiera przekonały racje Halifaksa.
Latem 1939 r. Cadogan uczestniczył w próbach pokojowych negocjacji z Hitlerem prowadzonymi przez szwedzkiego dyplomatę-amatora Birgera Dahlerusa. Nie zgadzał się jednak z brytyjskim ambasadorem w Berlinie, Nevilem Hendersonem, który uważał, że Hitlera da się łatwo kontrolować. Po wybuchu II wojny światowej Cadoganowi udało się uzyskać mocną pozycję w Foreign Office, a z jego zdaniem liczyli się zarówno Halifax, jak i Eden, który w 1940 r. powrócił na stanowisko ministra.
Po przejęciu władzy przez laburzystów w 1945 r. Cadogan pozostał na swoim stanowisku, ciesząc się poparciem nowego ministra, Ernesta Bevina. W 1946 r. zaproponowano mu stanowisko przedstawiciela Wielkiej Brytanii przy Organizacji Narodów Zjednoczonych. Cadogan wolał raczej stanowisko ambasadora w Waszyngtonie, ale jego nikła znajomość spraw amerykańskich nie pozwoliła mu na otrzymanie tego stanowiska. Ostatecznie zrezygnował więc z funkcji permanentnego podsekretarza stanu i przyjął propozycję pracy przy ONZ-ecie. Na tym stanowisku pozostał do przejścia na emeryturę, co nastąpiło w 1948 r.
Dwa lata później Cadogan został mianowany przewodniczącym Rady Nadzorczej BBC, co było nominacją o tyle zaskakującą, że Cadogan nie przepadał za środkami masowego przekazu. Na tym stanowisku pozostał do 1957 r. Zmarł w Londynie w 1968 r. Przez całe życie prowadził dziennik, o którym wiedziało niewiele osób. Jego publikacja w 1971 r. stała się sensacją.

## Życie prywatne
3 sierpnia 1912 r. poślubił lady Theodosię Louisę Augustę Acheson (1882-?), córkę Archibalda Achesona, 4. hrabiego Gosford, i lady Louisy Montagu, córki 7. księcia Manchester. Alexander i Theodosia mieli razem syna i trzy córki:
- Ambrose Alec Patrick George Cadogan (ur. 19 marca 1914), ożenił się z Pamelą Cobbold, nie miał dzieci
- Patricia Cadogan (ur. 30 stycznia 1916), żona podpułkownika Geralda Coke'a, miała dzieci
- Cynthia Cadogan (ur. 28 lipca 1918), żona majora Edwarda Goschena, 3. baroneta, miała dzieci
- Gillian Moyra Cadogan (4 lutego 1922 – 3 września 1998), żona Patricka Crichtona, miała dzieci

## Odznaczenia
Cadogan był odznaczony: 
- Krzyżem Towarzyskim Orderu Łaźni w 1932 r.
- Krzyżem Komandorskim Orderu Łaźni w 1941 r.
- Krzyżem Kawalerskim Orderu św. Michała i św. Jerzego w 1926 r.
- Krzyżem Komandorskim Orderu św. Michała i św. Jerzego w 1934 r.
- Krzyżem Wielkim Orderu św. Michała i św. Jerzego w 1939 r.
- Orderem Zasługi w 1951 r.

Od 1946 r. był członkiem Tajnej Rady. Od 1950 r. był honorowym członkiem Balliol College Society. Otrzymał również tytuły honorowego doktora prawa cywilnego od uniwersytetów w Toronto, Montrealu i Princeton.